# Phyllanthus virgultiramus
Phyllanthus virgultiramus är en emblikaväxtart som beskrevs av Albert Ulrich Däniker. Phyllanthus virgultiramus ingår i släktet Phyllanthus och familjen emblikaväxter. Inga underarter finns listade i Catalogue of Life.